# Dreißiger
Die Dreißiger nannte man jene Flüchtlinge, die aus Deutschland (deutscher Sprachraum) während des Freiheitskampfes in den 1830er Jahren als politisch Verfolgte fliehen mussten oder das Land als Andersdenkende freiwillig verließen. Da die Vereinigten Staaten zur damaligen Zeit als Land mit einer vorbildlichen Demokratie galten, emigrierten viele dorthin, unter anderem nach Texas, Illinois oder Missouri.

## Historischer Hintergrund
Die Ideen der Französischen Revolution (1789–1799) – „Freiheit, Gleichheit, Brüderlichkeit“ – hatten inzwischen auch in den deutschen Ländern Anklang gefunden, besonders bei Intellektuellen, Professoren und Studenten. „Links“, „liberal“ und „national“ (also nach nationaler Einheit und Unabhängigkeit strebend) werden zu Synonymen einer gesellschaftspolitischen Bewegung, die von den im Deutschen Bund zusammengeschlossenen Monarchen erbittert bekämpft wurde. Die Karlsbader Beschlüsse hatten Verfolgungen sogenannter Demagogen und eine absolutistische Reaktion der Herrschenden zur Folge. Die Forderung der „Aufrührer“ war die Herstellung einer klassenlosen Bürgergesellschaft, die Parole lautete „Gemeinnutz geht vor Eigennutz“. Durch Arbeitsschutzgesetze, soziale Fürsorge und Gründung von Arbeiterorganisationen wollte man die damalige Massenarmut bekämpfen. Aus einer frühen Nationalbewegung wurde schließlich eine Massenbewegung, die in Höhepunkten wie dem Hambacher Fest (27.–30. Mai 1832), dem Frankfurter Wachensturm (3. April 1833), Turnerfesten und Sängerfesten ihren Ausdruck fand.

## Die „Dreißiger“
„Dreißiger“ ist der Sammelbegriff für jene Flüchtlinge, meistens Intellektuelle, die Deutschland während oder nach den Freiheitskämpfen der 1830er Jahre verlassen mussten („Ubi libertas, ibi patria – Wo die Freiheit ist, dort ist auch mein Vaterland.“). Eine bedeutende Rolle spielte in diesem Zusammenhang die von Rechtsanwalt Paul Follen (auch: Follenius; 1799–1844), Bruder des Gelehrten und Schriftstellers Karl Follen (1796–1840), Adolf Ludwig Follen und seinem Schwager Pastor Friedrich Münch (1799–1881) gegründete „Giessener Auswanderungsgesellschaft“ von 1833. Mit dieser Gesellschaft wollte man nicht nur den Auswanderungswilligen helfen, sondern vor allem in Nordamerika ein „neues und freies Deutschland“ gründen.
Die „Dreißiger“ waren gewissermaßen die Vorläufer der „Forty-Eighters“, also jener Gruppe deutscher Flüchtlinge, die erst nach der Märzrevolution von 1848 ihr Heimatland verlassen mussten und heute bei Historikern stärkere Beachtung finden. Im Gegensatz zu den „Forty-Eighters“ waren die „Dreißiger“ toleranter und besonnener und weniger doktrinär, außerdem waren sie überwiegend jünger als ihre Nachfolger, da sehr viele junge Studenten dazu gehörten. Die „Dreißiger“ sahen sich selbst als heldenhafte Abenteurer und Einzelkämpfer, während die „48er“ eher eine geschlossene Gruppe politischer „Überzeugungstäter“ waren.

## Persönlichkeiten
- Paul Follen (1799–1844), Rechtsanwalt, Schriftsteller und Farmer, Gründer der Gießener Auswanderungsgesellschaft
- Friedrich Münch (1799–1881), Pastor, Winzer, Politiker und Schriftsteller, Gründer der Gießener Auswanderungsgesellschaft[1]
- Ferdinand Lindheimer (1801–1879), Botaniker („Vater der texanischen Botanik“), Journalist und Zeitungsverleger
- Gustav Bunsen (1804–1836), Chirurg, Anführer des Frankfurter Wachensturms und Kämpfer im texanischen Unabhängigkeitskrieg
- Theodor Engelmann (1808–1889), Rechtsanwalt, Journalist und Zeitungsverleger
- Gustav Körner (1809–1896), Rechtsanwalt und Richter, Brigadegeneral, Diplomat und Staatsmann, US-Botschafter in Spanien und Vize-Gouverneur von Illinois, Autor und Herausgeber der Belleville Zeitung
- Friedrich Hermann Moré (1812–1880), Jurastudent, Teilnehmer am Frankfurter Wachensturm, Emigrant in die USA und nach Frankreich